# توفيق الراجحي
توفيق الراجحي ولد في 1961 في باردو، هو اقتصادي وسياسي تونسي.

## السيرة الذاتية
تحصل توفيق الراجحي في 2000 على التبريز في العلوم الاقتصادية في فرنسا، إلى جانب شهادة التأهيل لإدارة البحوث والدكتوراه في العلوم الاقتصادية وشهادة الدراسات العليا المتخصصة في تقنيات القرارات وشهادة الدراسات المعمقة في التحليل الكلي وشهادة الدراسات العليا في الاستراتيجية الصناعية والمالية الدولية ودرجة الماجستير في الاقتصاد الصناعي. كأستاذ في جامعة باريس الأولى، نشر العديد من المقالات حول الاقتصاد الكلي ونظرية النمو الداخلي.

بدأ في 2004 العمل مع البنك الإفريقي للتنمية، أين تولى عدة مسؤوليات خاصة في مجال التنمية الاقتصادية والاجتماعية. الراجحي هو الرئيس المؤسس لدائرة الاقتصاديين التونسيين.

شغل العديد من المناصب العليا بالدولة، وعين في 14 مايو 2015 مستشارا لدى رئيس الحكومة التونسية الحبيب الصيد مكلفا بمراقبة مجلس التحاليل المالية ومكلفا بمتابعة الإصلاحات الكبرى.

عين في 6 سبتمبر 2017 كوزير لدى رئيس الحكومة التونسية يوسف الشاهد مكلف بالإصلاحات الكبرى في حكومته. وبصفته هذه ترأس الدورة الوزارية الثلاثون للجنة الأمم المتحدة الاقتصادية والاجتماعية لغرب آسيا المنعقدة في بيروت بين 25 و28 يونيو 2018. 

ذكرت عدة مصادر أنه ينتمي لحركة النهضة.

## الحياة الخاصة
توفيق الراجحي متزوج وأب لخمسة أبناء.